# The Biggest Thing Since Colossus
The Biggest Thing Since Colossus — студійний альбом американського блюзового музиканта Отіса Спенна, випущений лейблом Blue Horizon у 1970 році.
У записі взяли участь учасники гурту Fleetwood Mac, які у той час перебували в США з гастролями: гітаристи Пітер Грін і Денні Кірван, басист Джон Мак-Ві. Ударник Мік Флітвуд участі в записі не брав.

## Історія
У січні 1969 року британський блюзовий квінтет Fleetwood Mac прибув на студію Chess Records для сесії з Віллі Діксоном, С. П. Лірі, Ханібоєм Едвардсом і піаністом гурту Мадді Вотерса Отісом Спенном. У результаті була записана платівка Blues Jam at Chess. Сесія виявилась настільки вдалою і плідною, що учасники Fleetwood Mac запропонували Спенну зробити під час неї спільний запис.
Альбом був записаний 9 січня 1969 року в студії Tempo Sound Studios в Нью-Йорку. Окрім Спенна, в записі взяли участь гітаристи Пітер Грін і Денні Кірван, басист Джон Мак-Ві. Ударник Мік Флітвуд участі в записі не брав. Його замінив давній товариш Спенна С. П. Лірі. Альбом був виданий продюсером Fleetwood Mac Майком Верноном на лондонському лейблі Blue Horizon.
Композиція «Walkin'» у деяких країнах разом вийшла як сингл із «Temperature Is Rising (98.8 °F)» (яка відрізняється від версії, випущеної в альбомі) на стороні «В». Під час цієї сесії була записана «Blues for Hippies», яка у підсумку не увійшла до альбому.

## Список композицій
1. «My Love Depends on You» (Отіс Спенн) — 5:22
2. «Walkin'» (Отіс Спенн) — 2:54
3. «It Was a Big Thing» (Отіс Спенн) — 3:26
4. «Temperature Is Rising» (100.2 °F) (Отіс Спенн) — 6:13
5. «Dig You» (Отіс Спенн) — 3:04
6. «No More Doggin'» (Роско Гордон, Жуль Тоб) — 3:00
7. «Ain't Nobody's Business» (Портер Грейнджер, Еверетт Роббінс) — 5:15
8. «She Needs Some Loving» (Отіс Спенн) — 3:08
9. «I Need Some Air» (Отіс Спенн) — 4:40
10. «Someday Baby» (Отіс Спенн) — 3:02

Записаний 9 січня 1969 на Tempo Sound Studios в Нью-Йорку інженером Ворреном Слейтеном.

## Учасники запису
- Отіс Спенн — фортепіано, вокал
- Пітер Грін — гітара
- Денні Кірван — гітара
- Джон Макві — бас-гітара
- С. П. Лірі — ударні

Технічний персонал
- Майк Вернон — продюсер
- Воррен Слейтен — інженер звукозапису
- Теренс Ібботт — дизайн/фотографія обкладинки